# Vân Khê
Vân Khê (tiếng Trung: 云溪区; bính âm: Yúnxī qū) là một khu (quận) thuộc thành phố Nhạc Dương, tỉnh Hồ Nam, Trung Quốc.

### Nhai đạo
- Trường Luyện (长炼街道)

### Trấn
- Vân Khê (云溪镇)
- Lục Thành (陆城镇)
- Lộ Khẩu (路口镇)
- Đạo Nhân Ky (道仁矶镇)
- Văn Kiều (文桥镇)

### Hương
- Vân Khê (云溪乡)
- Vĩnh Kiều (永济乡)